# Шрам Сити (Илиноис)
Шрам Сити (енгл. Schram City) град је у америчкој савезној држави Илиноис.

## Демографија
По попису из 2010. године број становника је 586, што је 67 (-10,3%) становника мање него 2000. године.
| Група             | 2000.       | 2010.       |
| Белци             | 645 (98,8%) | 570 (97,3%) |
| Афроамериканци    | 3 (0,5%)    | 8 (1,4%)    |
| Азијати           | 1 (0,2%)    | 5 (0,9%)    |
| Хиспаноамериканци | 2 (0,3%)    | 0 (0,0%)    |
| Укупно            | 653         | 586         |